# Film at Lincoln Center
La Film at Lincoln Center (anteriorment Film Society of Lincoln Center) és una organització dedicada a la presentació de pel·lícules, al suport i reconeixement de nous cineastes, i per a fer accessible al públic un enteniment d'aquest art a través de la projecció de diversos films de diverses procedències situada en el complex Lincoln Center de Nova York.
Com un integrant independent del centre per a les arts d'execució més important del món, la Film Society of Lincoln Center presenta una temporada de 363 dies que inclou estrenes de pel·lícules d'una gran llista de directors establerts i novells; retrospectives a gran escala; simposis a profunditat i esdeveniments d'alt perfil.
Aquesta societat fílmica és una d'aquestes institucions que la seva grandesa es pot comparar amb la seva popularitat, cada any rep com audiència un total de 200.000 cinèfils, cineastes, i capdavanters de la indústria de diverses nacionalitats, edats, grups econòmics i ètnics. L'organització ha estat pionera entre institucions fílmiques i és una de les més respectades i influents institucions que marquen les tendències i descobriments cinematogràfics. François Truffaut, R.W. Fassbinder, Jean-Luc Godard, Pedro Almodóvar, Martin Scorsese, Wes Anderson - des de les últimes quatre dècades hi ha tot just uns quants directors importants que no han estat presentats a la societat nord-americana a través d'aquesta Societat.